# Bouchref
Boucheref est un village d'Algérie, situé dans la commune d'Hasnaoua, daïra de Medjana, wilaya de Bordj Bou Arreridj, entre la grande région des Hauts Plateaux et la région de Kabylie.

## Géographie

### Situation
Le village de Bouchref se trouve en Algérie dans la commune de Hasnaoua, wilaya de Bordj Bou Arreridj, il est à environ 16 km au nord du chef-lieu de wilaya. On accède à ce village par la route nationale numéro 76 liant Bordj Bou Arreridj à Bordj Zemoura. En prend la gauche au point kilométrique numéro 16, après la traversée d'une côte d'environ 1,5 km on arrive au village,.
Le village est entouré par des séries de petites chaines de rochers. Au sud se trouvent les rochers de Gaâ El Kaf, à l'ouest les rochers de Lamchatte, au nord les rochers de Charga et Kaf Lahmar, et à l'est une pente abrupte qui va jusqu'à la route nationale numéro 76.
Les villages avoisinant au village Bouchref sont : au nord les villages de Firène et Ouled Dahmane, à l'est les villages de Cherarda et Derardja, au sud les villages de Ouled M'Hemel et Lefkairia et à l'ouest le village de Draouza.

### Climat et végétation
Le climat est très chaud en été et froid en hiver avec possibilité de chute de neige.
Les arbres et les arbustes sauvages qui sont dominants à Bouchref sont le genévrier, le guendoule, le diss, la retama.

## Histoire

### Le village de Bouchref durant la guerre de libération nationale
Durant la guerre de libération nationale, le village a été un endroit paisible ou se reposaient les révolutionnaires algériens (les Moudjahidines), ils venaient et partaient en toute sécurité ; Bouchref était un havre pour les Moudjahidines.
Un jour de 1961, un groupe de révolutionnaires se dirigeant à Bouchref par la rivière de M'Haisser, fut repéré par l'armée coloniale française, donc le village a été détruit par des tires de chars de l'armée française, ses habitants ont été torturés et malmenés et quatre Moudjahidines ont été tués.

### L'exode des habitants de Bouchref
La misère qu'on connu les habitants de Bouchref en raison du poids du colonialisme français, a poussé une génération à aller travailler en France. D'ailleurs personne n'est resté en France, ils sont tous retournés et entrés dans le pays. Après l'indépendance une autre génération a émigré vers les grandes villes principalement Alger, Bordj Bou Arreridj et Sétif.
Aujourd'hui le village de Bouchref connait un grand développement grâce à l'ardeur de ses jeunes, beaucoup s’adonnent à l'élevage des vaches et la plantation des oliviers ; d'ailleurs le village connait un nouveau visage, il jouit de l'électricité et du gaz naturel, de la route et d'une école. Mais un problème lié à la qualité de la route non encore revêtue persiste toujours.
Tout le monde rêve d'y retourner et d'en faire de ce patelin de terre un paradis, d'où la création d'une association.

## Les habitants de village
Le premier ancêtre qui était venu à Bouchref s'appelait Braham Ben Ahmed Ben El Djoudi, il vivait auparavant dans le village de Talaouanou (commune de Tassameurt) où se trouve actuellement le mausolée de son père Ahmed Ben El Djoudi.
Tous les habitants de Bouchref sont des descendants de Braham Ben Ahmed Ben El Djoudi, ils portent tous le nom de Famille Djoudi. Dans la majorité des cas ils ne se marient qu'entre eux seulement. Actuellement on arrive à la dixième génération de Braham Ben Ahmed Ben El Djoudi. Les langues utilisées par les habitants du village sont l'arabe et le kabyle.
Tous les habitants de Bouchref récitent le Coran, d'ailleurs la première mosquée construite par les grands parents demeure jusqu'à nos jours. Les hommes et les femmes savent lire et écrire l'arabe.

## Aspect économique et social
Les premiers témoignages des grands parents indiquaient que la région était forestière. Il y avait beaucoup d'animaux sauvages. On racontait qu'un lion s'est même emparé d'un ânon à proximité des maisons, les maisons étaient construites avec de la pierre et de l'argile et couvertes avec de plaques de schiste.
Après défrichage des arbres, des parcelles de terres étaient aménagées pour la culture céréalière vivrière par les moyens traditionnels, les habitants de Bouchref cultivaient donc le blé et l'orge, et avaient aussi des petits jardins où il cultivaient aussi des légumes, tel que l’oignon, l'ail, la courgette, la citrouille, le poivron, la tomate. Pour les fruits, il entretenaient des arbres fruitiers tel que l'olivier, le figuier, le grenadier, la vigne, l'amandier, le pommier, le poirier et le prunier.
Pour l'élevage, ils élevaient des moutons, des chevaux et des vaches de race locale et ce juste pour le lait, la laine et la viande. Les femmes, quant à elles, élevaient des poules et des lapins et d'ailleurs c'étaient elles qui s'occupaient des jardins des légumes. Pour le stockage des récoltes, les femmes moulaient des silos appelés : Koufi. Les femmes tissaient aussi avec de la laine des couvertures, des burnous et des habits.

## Associations
Les habitants du village ont vu tous récemment naître une association au nom de « Association de Coopération et de Développement du Village de Bouchref » (en arabe : جمعية التعاون والتنمية لقرية بوشرف) (page officielle sur Facebook).

## Galerie de photos

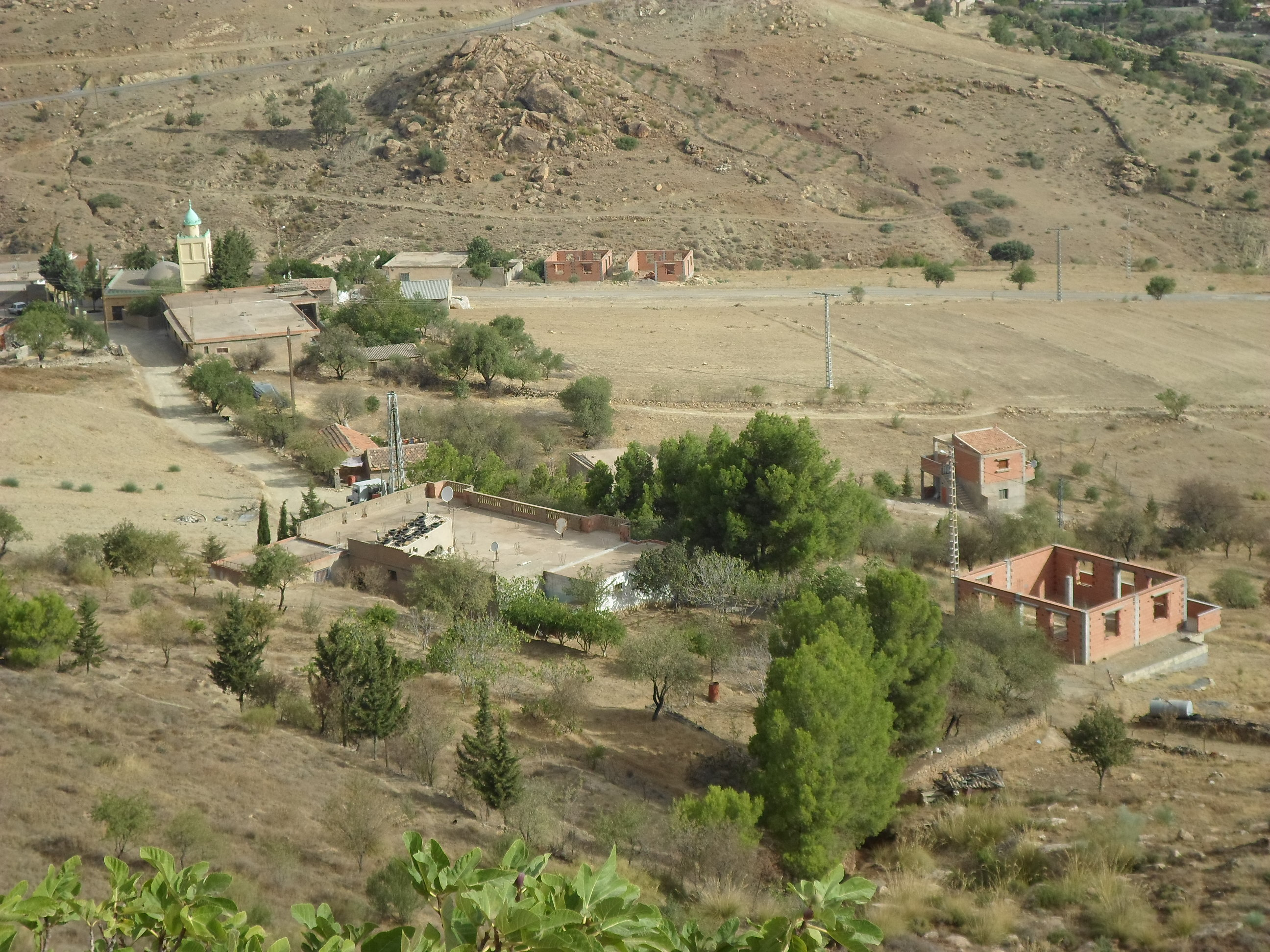
Vue depuis les hauteurs du village de Bouchref.